# Кампора-Сан-Джованні
Кампора-Сан-Джованні (італ. Campora San Giovanni) — округ (італ. frazione) у комуні Амантеа, провінції Козенца регіону Калабрія, Італія. Станом на 2011 рік населення становить близько 7 340 осіб.

## Історія
Кампора-Сан-Джованні до 1876 року була поділена між сусідніми Амантеа, Аєлло-Калабро та Ночера-Теринезе. У 1877 році розпочалася перша хвиля імміграції, як із сусідніх містечок (переважно з Клето), так і з Баварії та Австро-Угорщини. Більшість перших мешканців області працювали на виноградниках району Савуто. У 1898 році Кампора-Сан-Джованні була придбана сусіднім містом Амантеа.
Населення округу активно брало участь у Першій світовій війні. У міжвоєнні роки починається розвиток сільського господарства, переважно завдяки меліорації.
Під час Другої світової війни багато місцевих мешканців служили в італійській армії. У 1943 році округ зазнав бомбардування, під час якого загинуло близько 50 осіб. У післявоєнні роки багато місцевих мешканців, як і у всій країні, емігрували через несприятливі економічні умови, переважно до Північної Італії та Нової Зеландії.
У 1980-тих роках почалося економічне зростання, внаслідок якого до Кампора-Сан-Джованні почали прибувати іммігранти, які працюють у сільському господарстві та будівництві. Більшість іммігрантів походить з Магрибу та Східної Європи (переважно з Румунії та Болгарії). Також є нечисленна українська діаспора.

## Географія
Кампора-Сан-Джованні розташоване на узбережжі Тірренського моря. Селище розташоване на невеликій рівнинній скелі поблизу морського узбережжя. На сусідніх схилах виробляється високоякісне вино (особливо популярні сорти Савуто та Ґалло) та олія. З пагорбів відкривається панорама затоки від Ламеціа Терме до вулкана Стромболі, дим від якого добре видно у ясну погоду. Існує зручне сполучення між гаванню Кампора та Еолійськими островами.
Селище має сприятливе транспортне положення. Через нього проходить залізнична гілка, дорога національного значення SS18. За 8 кілометрів від Кампора-Сан-Джованні розташована автострада A3, за 25 кілометрів — міжнародний аеропорт Ламеціа Терме.

## Клімат
| Місяці              | Місяці | Місяці | Місяці | Місяці | Місяці | Місяці | Місяці | Місяці | Місяці | Місяці | Місяці | Місяці | Пора | Пора | Пора | Пора | Рік  |
| Місяці              | Січ    | Лют    | Бер    | Кві    | Тра    | Чер    | Лип    | Сер    | Вер    | Жов    | Лис    | Гру    | Зим  | Вес  | Літ  | Осі  | Рік  |
| ------------------- | ------ | ------ | ------ | ------ | ------ | ------ | ------ | ------ | ------ | ------ | ------ | ------ | ---- | ---- | ---- | ---- | ---- |
| Темп. макс. (°C)    | 13.4   | 13.8   | 15.6   | 18.1   | 22.0   | 25.8   | 28.4   | 29.0   | 26.4   | 22.2   | 18.3   | 15.2   | 14.1 | 18.6 | 27.7 | 22.3 | 20.7 |
| Темп. мін. (°C)     | 7.6    | 7.3    | 8.5    | 10.6   | 13.7   | 17.8   | 20.5   | 20.8   | 18.4   | 14.8   | 11.8   | 9.1    | 8    | 10.9 | 19.7 | 15   | 13.4 |
| Опади (мм)          | 116    | 73     | 100    | 63     | 54     | 21     | 13     | 20     | 61     | 75     | 137    | 171    | 360  | 217  | 54   | 273  | 904  |
| Дні опадів (≥ 1 мм) | 11     | 8      | 11     | 7      | 4      | 2      | 1      | 2      | 4      | 7      | 9      | 12     | 31   | 22   | 5    | 20   | 78   |

## Економіка
Основними галузями економіки селища є сільське господарство та туризм. З 1950-тих років активно культивується червона цибуля Тропеа, зростання попиту на яку протягом останніх 20 років як на внутрішньому, так і на зовншньому ринках, значно покращив економічну ситуацію.

## Адміністративний поділ
Адміністративно округ Кампора-Сан-Джованні поділяється на 18 сіл:
| - Ауґуарато (італ. Augurato) - Вілланова(італ. Villanova) - Ґалло (італ. Gallo) (південна частина) | - Імбеллі (італ. Imbelli) - Каррателлі (італ. Carratelli) - Колоньї (італ. Cologni) | - Коцца (італ. Cozza) - Куккувалья (італ. Cuccuvaglia) - Марано (італ. Marano) | - Марінелла (італ. Marinella) - Мірабеллі (італ. Mirabelli) - Оліва (італ. Oliva) - Прінчіпесса (італ. Principessa) | - Пьяна Кавалло(італ. Piana Cavallo) - Пьяна Маурі (італ. Piana Mauri) - Рібес (італ. Ribes) - Рубано (італ. Rubano) - Фравітте (італ. Fravitte) |

## Культура

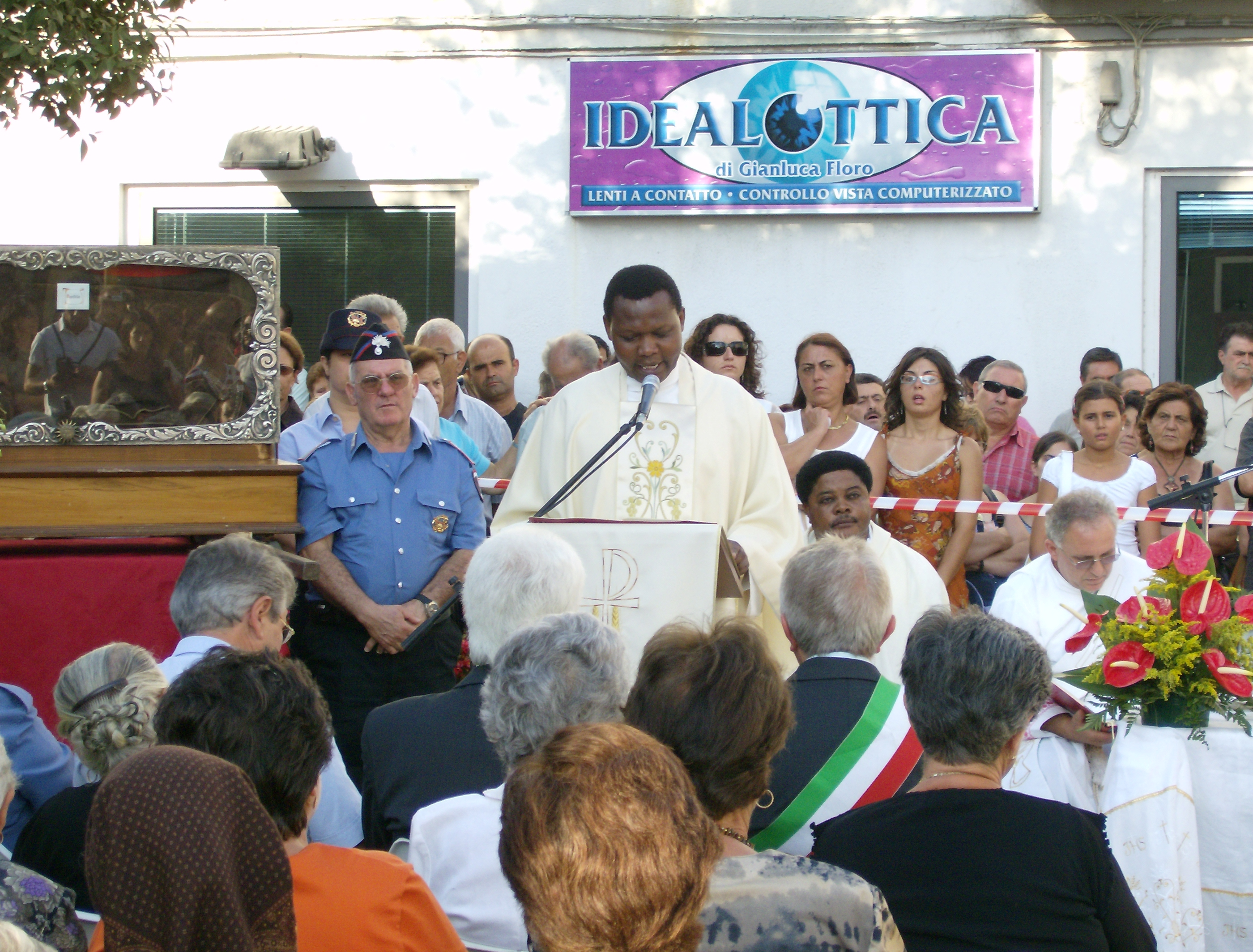
Виступ пастора на місцевому святі у 2007 році

Єдиною архітектурною пам'яткою селища є велика вежа початку XIV сторіччя, яку місцеві мешканці називають U Turriune. Верхня частина вежі прикрашена консолями.
Центральна площа Кампора-Сан-Джованні — площа Франциска Паольського, відкрита у 2002 році. Щороку з 1 до 3 вересня відбувається святкування дня місцевого святого Франциска Паольського, що супроводжується багатолюдною процесією, під час якої місцеві мешканці та паломники з навколишніх сіл несуть вулицями статую святого, інколи з возом, прикрашеним квітами.
Головна церква збудована у 1956 році та присвячена Святому Петру.

## Цікаві
Висока вежа XIV століття - єдине визначна будівлю. Верхня частина вежі прикрашена ступінчастими виступами. Ця вежа отримала прізвисько U Turriune ("велика башта"), на місцевому діалекті. Нещодавно були побудовані порт (2002) і площа св. Франциска з Паоли (місцевий святий покровитель, дні пам'яті якого святкують з 1-го по 3 вересня). Під час свята, на який приходять численні паломники з сусідніх сіл, процесія несе на плечах по вулицях міста статую святого, зазвичай супроводжується візком з квітами і вотивні дарами.

## Уродженці Кампори
- Анджело Вадаччіно, (1890-1976), партизан, селянин і політичний активіст, кампореси його називали "Майстер Анджело".
- Фабріцціо Філіппо, канадсько-американський актор і сценарист.
- Фабіан Маззай, аргентино-іспанський актор і сценарист, відомий також як Гораціо по ТВ "Un Paso Adelante", батьки називали його Марінелла.
- Джером Руджеро, італійський модельєр, відомий майстер чоловічого одягу. Батько Бонавентура, був родом з околиці Козза.